# Chuan Peak
Chuan Peak är en bergstopp i Antarktis. Den ligger i Östantarktis. Nya Zeeland gör anspråk på området. Toppen på Chuan Peak är 2 200 meter över havet.
Terrängen runt Chuan Peak är bergig åt nordost, men åt sydväst är den kuperad. Trakten är obefolkad. Det finns inga samhällen i närheten. 